# Thể dục dụng cụ tại Đại hội Thể thao Đông Nam Á 2023 - Aerobic
Thể dục dụng cụ Aerobic tại Đại hội Thể thao Đông Nam Á 2023 diễn ra từ ngày 12 đến ngày 14 tháng 5 năm 2023, khu phức hợp Olympic Marquee, Phnôm Pênh, Campuchia.

## Bảng huy chương
| Hạng               | Đoàn               | Vàng | Bạc | Đồng | Tổng số |
| ------------------ | ------------------ | ---- | --- | ---- | ------- |
| 1                  | Việt Nam           | 5    | 0   | 0    | 5       |
| 2                  | Thái Lan           | 0    | 4   | 0    | 4       |
| 3                  | Campuchia          | 0    | 1   | 3    | 4       |
| 4                  | Philippines        | 0    | 0   | 2    | 2       |
| 5                  | Indonesia          | 0    | 0   | 0    | 0       |
| 5                  | Malaysia           | 0    | 0   | 0    | 0       |
| 5                  | Singapore          | 0    | 0   | 0    | 0       |
| Tổng số (7 đơn vị) | Tổng số (7 đơn vị) | 5    | 5   | 5    | 15      |

### Huy chương
| Sự kiện      | Vàng                                                                                               | Bạc | Đồng                                                                                  |
| ------------ | -------------------------------------------------------------------------------------------------- | --- | ------------------------------------------------------------------------------------- |
| Cá nhân Nam  | Phan Thế Gia Hiển · Việt Nam                                                                       | Chanokpon Jiumsukjai · Thái Lan                                                                                 | Has Sokhor · Campuchia                                                                |
| Cá nhân Nữ   | Trần Hà Vi · Việt Nam                                                                              | Chawisa Intakul · Thái Lan                                                                                      | Charmaine Dolar · Philippines                                                         |
| Đôi nam nữ   | Việt Nam · Lê Hoàng Phongo · Trần Ngọc Thúy Vi                                                     | Campuchia · Sokho · Sreypov Mo                                                                                  | Philippines · Carl Joshua Tangonan · Charmaine Estaras Dolar                          |
| Nhóm 3 người | Việt Nam · Hoàng Gia Bảo · Lê Hoàng Phong · Nguyễn Chế Thanh                                       | Thái Lan · Worranittha Meesuparoon · Supatsorn Watcharaporn · Panyaroj Watthong                                 | Campuchia · Choeun Chanbory · Nget Tola · Trorn Bunthoeun                             |
| Nhóm 5 người | Việt Nam · Vương Hoài An · Lê Hoàng Phong · Nguyễn Chế Thanh · Trần Ngọc Thuý Vi · Nguyễn Việt Anh | Thái Lan · Chanokpon Jiumsukjai · Supatsorn Watcharaporn · Panyaroj Watthong · Nattawut PimPa · Chawisa Intakul | Campuchia · Chhuon Sovanpanha · Dim Ornthida · Mo Sreypov · Nem Sokheng · Siv Chantha |